# Petronila de Lorena
Petronila de Lorena, también llamada Gertrudis de Alta Lorena y Alsacia, (Vlaardingen, alrededor de 1082-Rijnsburg, 23 de mayo de 1144) era una hija del duque Teodorico II de Lorena y Eduviges de Formbach. A través de su matrimonio con el conde Florencio II de Holanda, se convirtió en condesa de Holanda. Tras la muerte de su marido, ella actuó como regente de su hijo, Teodorico VI, entre 1122 y 1133.

## Biografía
Su nombre verdadero era Gertrudis, el nombre de su abuela materna, pero ella lo cambió a Petronila. Aparentemente cambió su nombre a Petronila (que viene de Pedro) en reconocimiento a su lealtad a la Santa Sede. En 1113 se casó con el conde Florencio II de Holanda. Después de la temprana muerte de su marido, ella se convirtió en regente de su hijo, Teodorico VI. Después que el conde Balduino VII de Flandes murió sin herederos, apoyó la afirmación de su hijo a convertirse en conde de Flandes, pero Balduino fue finalmente sucedido por Carlos el Bueno. En la lucha por el poder entre Teodorico y su hermano menor, Florencio el Negro, ella primero apoyó a este último. En su segundo intento, ella se negó a apoyarlo sin embargo.
Petronila fundó una abadía en Rijnsburg, donde se retiró en 1133 y fue enterrada después de su muerte en 1144.

## Descendencia
Florencio y Petronila tuvieron tres hijos y una hija:
- Teodorico VI (1114-1157), conde de Holanda.
- Florencio el Negro († 1132), muerto en una revuelta contra su hermano.
- Simón, canónigo en Utrecht (1131-1147).
- Eduviges (muerta 1132), monja.